# 六家車站
六家車站位於台灣新竹縣竹北市，為臺灣鐵路六家線的鐵路車站。本站與高鐵新竹站共站，2011年11月11日隨著工程完工而啟用。

## 車站概要
本站位於高鐵新竹站西南側，可直接轉乘高鐵，為乙種簡易站，由竹東站管理，僅停靠區間車（原車折返新竹站）。
本地地名實際上為「隘口」，至今此地仍屬於隘口里。日治時期後，隘口庄與其他小庄合併為面積較大的隘口庄，本車站所在處位於（大）隘口庄的隘口聚落西北側，亦靠近西南側六張犁庄的番仔藔聚落，以及西北側芒頭埔庄的蔴園聚落。1901年後隘口庄與數庄由六張犁區管轄。日治時期1916年（大正5年）帝國製糖開辦下山線客運業務，曾在附近設有隘口車站。1933年（昭和8年）停辦。1920年後，區改庄，區下的庄改為大字，原庄下聚落改為小字；六張犁區隘口庄隘口聚落改為六家隘口。六張犁、六家一詞來自今六家車站西方1.5公里的六張犁聚落，約為今自強南路、六家一路、嘉豐二街、六家五路間，今仍有六家古厝群。1937年六家庄與舊港庄合併成為竹北庄，即今竹北市前身，隘口大字改為竹北庄下的大字，六家這地名僅剩與隘口同級的六家大字。但由於六家庄已經管轄周圍長達17年，六家之名已經變成泛指昔日六家庄範圍，而不再僅限於六家大字的範圍。本車站設立後以大範圍的六家為名，而不以較小範圍的隘口命名。
本站設有「鐵路之旅-小站巡禮紀念章」之戳章，提供旅客蓋戳留念。

## 車站構造

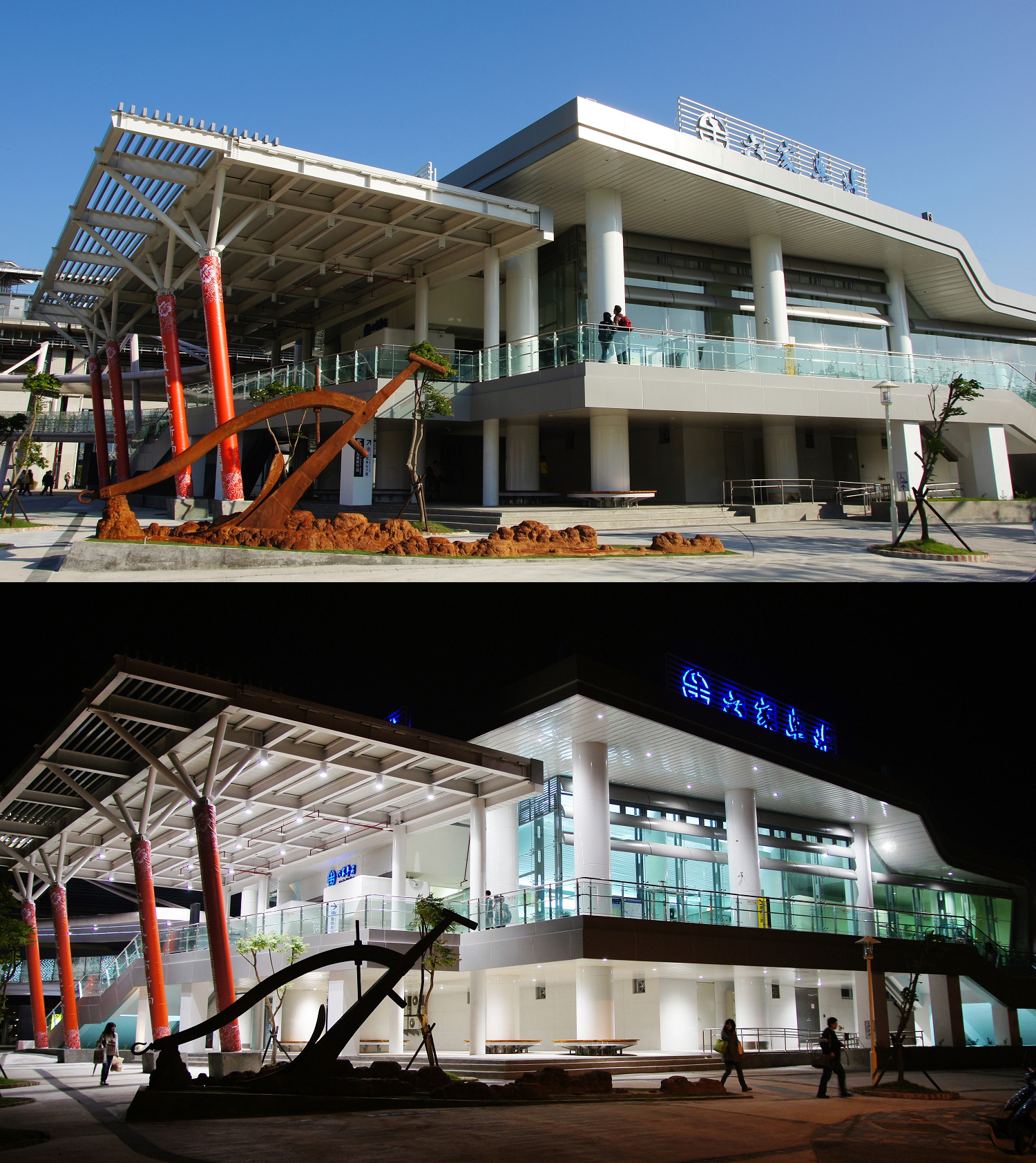
六家車站於白天（上）與夜晚（下）外觀（2011年）

高架車站，設島式月台一座，為終端式車站。2樓車站大廳分別與高鐵新竹站與暐順經貿大樓之間有通廊銜接。

### 車站樓層
| 地上 二樓 | 1B月台   | 六家線 往新竹方向（竹中）→                                                                       |
| 地上 二樓 | 島式月台 |                                                                                                  |
| 地上 二樓 | 1A月台   | 六家線 往新竹方向（竹中）→                                                                       |
| 地上 二樓 | 穿堂層   | 車站大廳、服務台、自動售票機、驗票閘門 人行天橋（與高鐵新竹站連通） 暐順空橋（連接暐順經貿大樓） |

| 一樓 | 出入口 | 出入口、接送區 |

## 歷史
- 2011年11月11日：隨著六家線正式通車而啟用，並開始免費乘車六家線及內灣線。
- 2011年11月25日：免費乘車活動結束。
- 2013年9月30日：啟用多卡通刷卡機。
- 2017年9月27日：連接暐順經貿大樓（6+Plaza購物廣場）的空橋啟用。

## 利用狀況
根據2024年資料，本站每日旅運量約為7,593，在台鐵各站中排行第41名。
| 年     | 歷年旅客人次紀錄 | 歷年旅客人次紀錄 | 歷年旅客人次紀錄 | 歷年旅客人次紀錄 | 1日平均 | 1日平均 |
| 年     | 進站             | 出站             | 計               |                  | 進站    | 進出站  |
| ------ | ---------------- | ---------------- | ---------------- | ---------------- | ------- | ------- |
| 2011年 | 32,977           | 30,090           | 63,067           | [ 年報 1 ]       | 647     | 1,237   |
| 2012年 | 581,314          | 512,074          | 1,093,388        | [ 年報 2 ]       | 1,588   | 2,987   |
| 2013年 | 938,946          | 863,095          | 1,802,041        | [ 年報 3 ]       | 2,572   | 4,937   |
| 2014年 | 822,035          | 741,985          | 1,564,020        | [ 年報 4 ]       | 2,252   | 4,285   |
| 2015年 | 844,909          | 762,686          | 1,607,595        | [ 年報 5 ]       | 2,315   | 4,404   |
| 2016年 | 814,935          | 740,859          | 1,555,794        | [ 年報 6 ]       | 2,227   | 4,251   |
| 2017年 | 900,384          | 828,438          | 1,728,822        | [ 年報 7 ]       | 2,467   | 4,736   |
| 2018年 | 1,007,244        | 925,244          | 1,932,488        | [ 年報 8 ]       | 2,760   | 5,294   |
| 2019年 | 1,059,892        | 977,067          | 2,036,959        | [ 年報 9 ]       | 2,904   | 5,581   |
| 2020年 | 971,019          | 912,357          | 1,883,376        | [ 年報 10 ]      | 2,653   | 5,146   |
| 2021年 | 741,627          | 706,891          | 1,448,518        | [ 年報 11 ]      | 2,032   | 3,969   |
| 2022年 | 890,581          | 853,349          | 1,743,930        | [ 年報 12 ]      | 2,440   | 4,778   |
| 2023年 | 1,253,503        | 1,197,005        | 2,450,508        | [ 年報 13 ]      | 3,434   | 6,714   |
| 2024   | 1,418,312        | 1,360,795        | 2,779,107        | [ 年報 14 ]      | 3,875   | 7,593   |

## 周邊交通
本站設有機車收費停車場、小客車與計程車接送區，以及新竹縣公共自行車租賃系統（YouBike）「臺鐵六家車站」借還車處。
本站站前雖無公車停靠，但因與高鐵新竹站共站，旅客可於高鐵車站側的公車站牌轉乘幸福巴士、新竹縣快捷公車、新竹市公車、高鐵快捷公車或台灣好行，前往科學園區、新竹市區、竹北市區或竹東、獅山、九芎湖、六福村、新埔、關西等地。

## 相片集

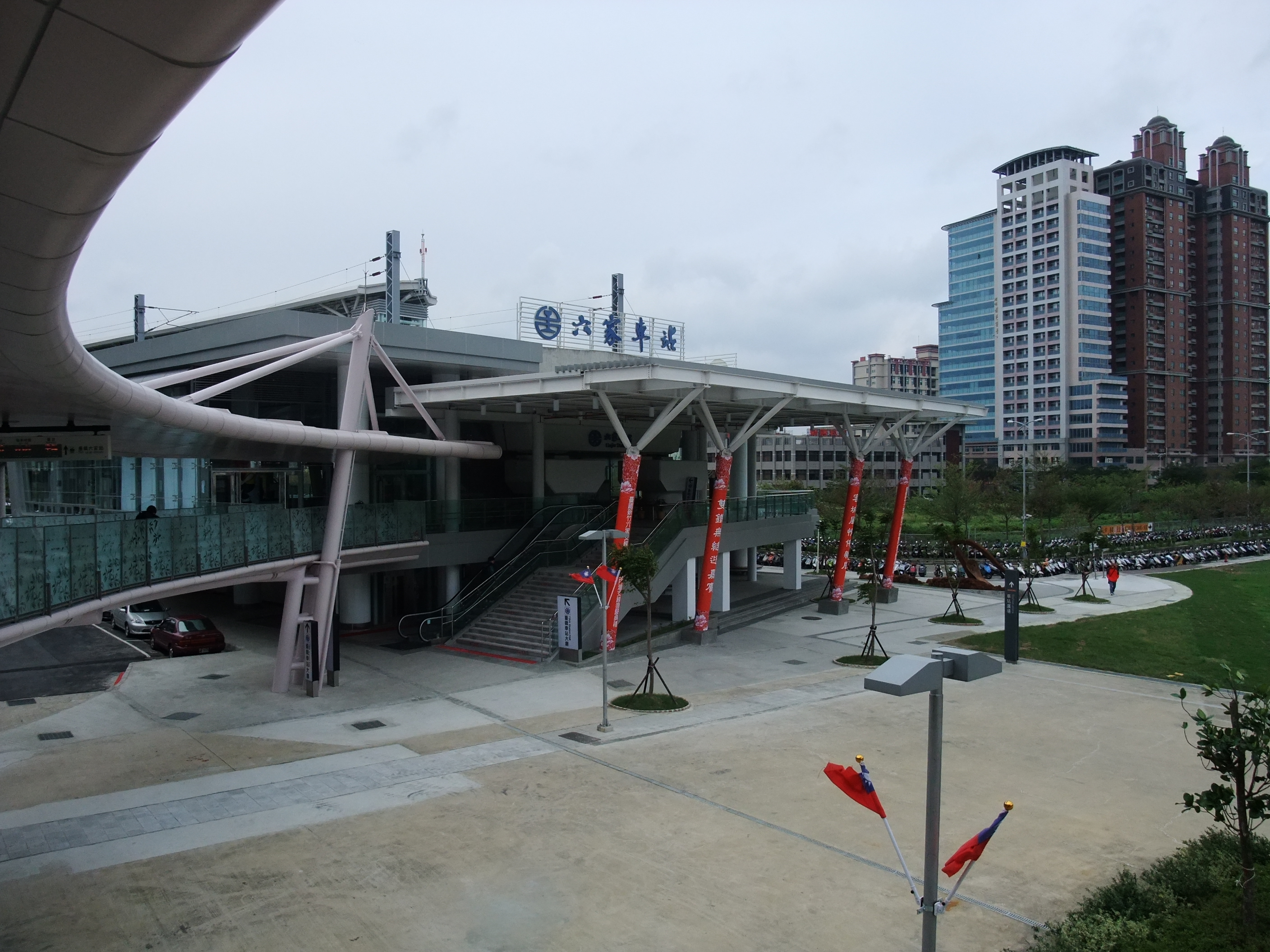
2011年通車時之樣貌
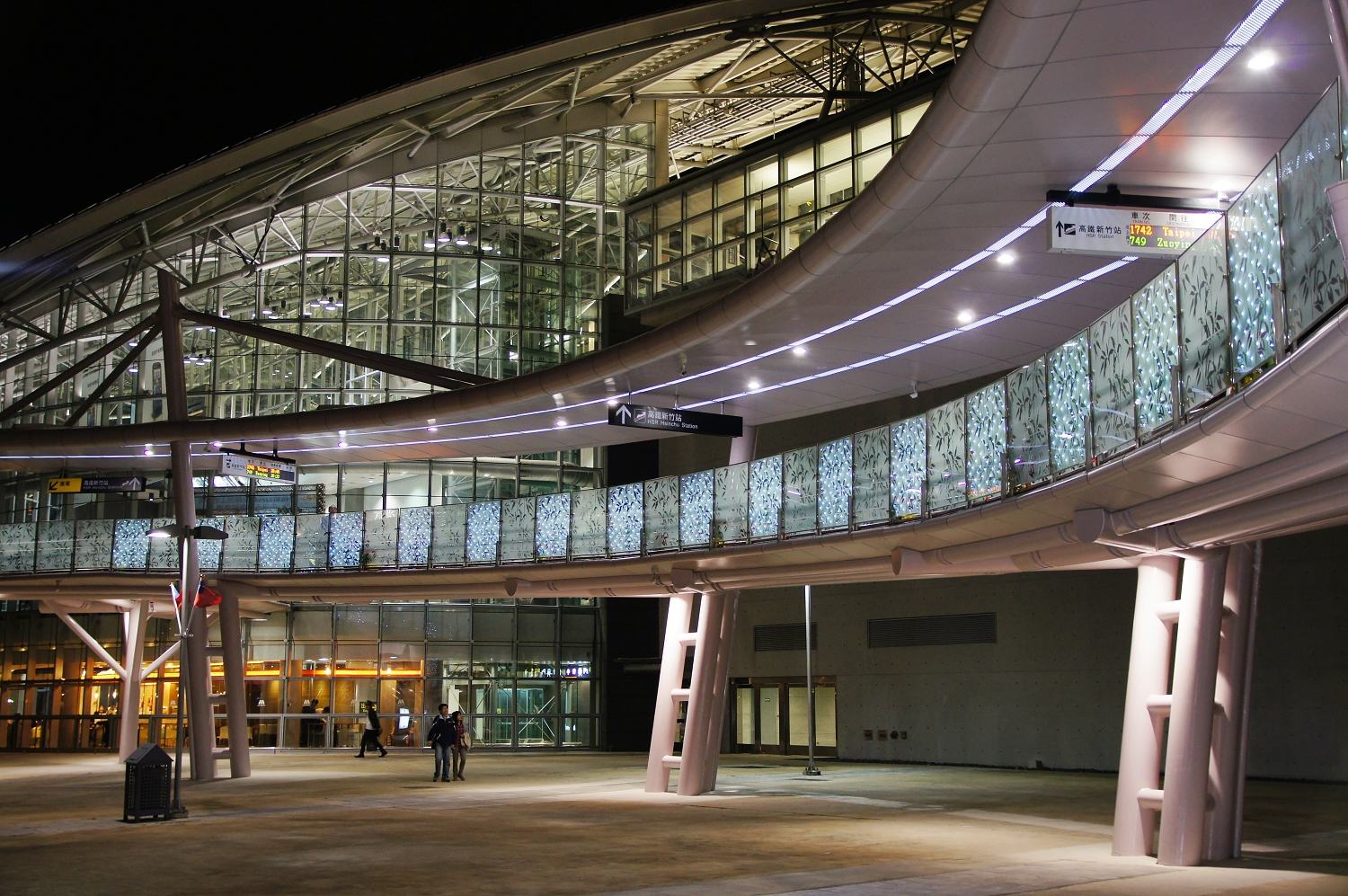
連結高鐵新竹站之天橋
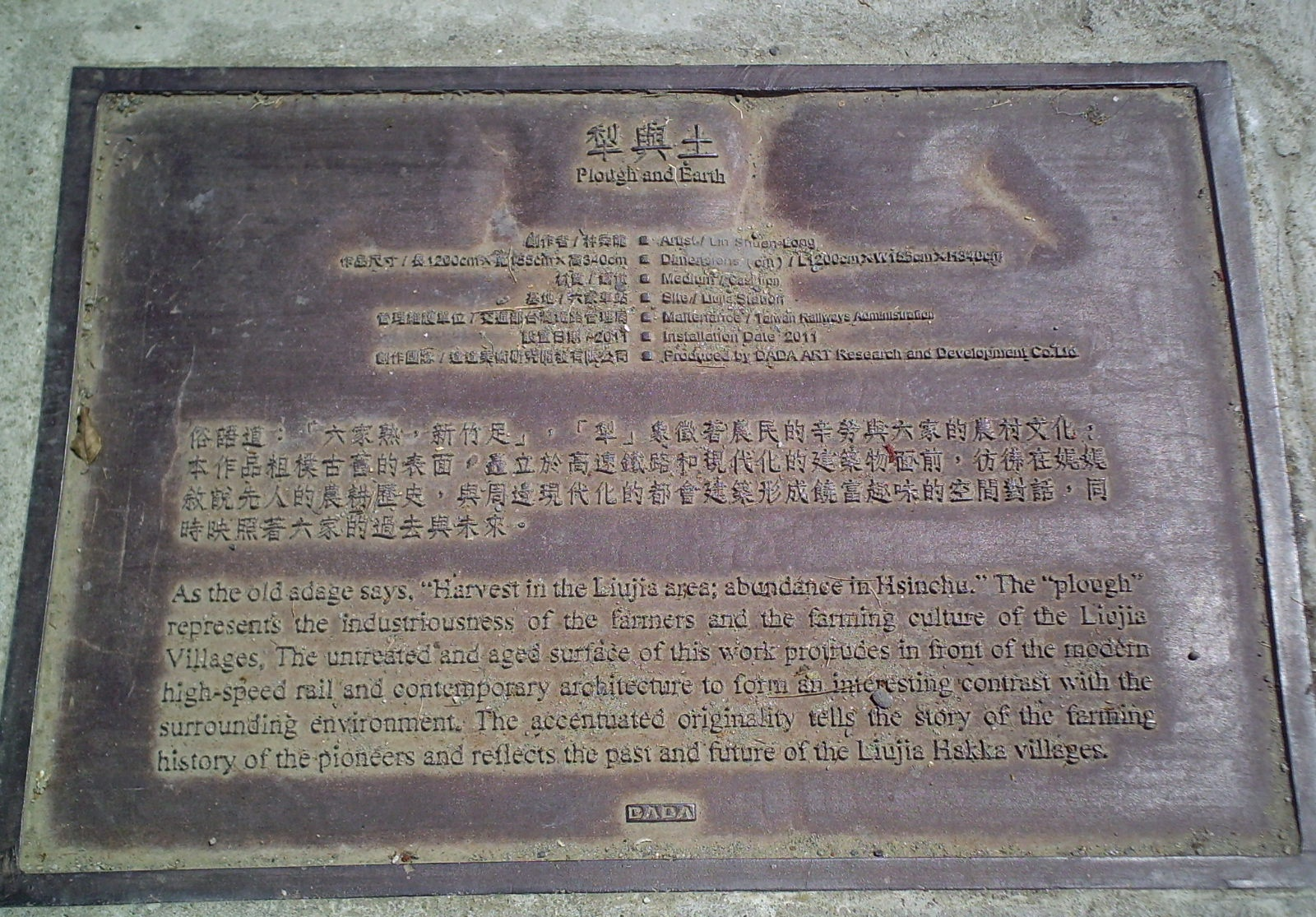
六家車站的公共藝術〈犁與土〉的解說牌

## 外部連結
- 台鐵新竹內灣計畫（交通部鐵路改建工程局東部工程處；附路線圖、車站模擬圖）
- 交通部臺灣鐵路管理局 – 六家車站 （页面存档备份，存于）